# ヴィクトル・ヤン・ソウザ・サントス
ヴィクトル・ヤン（Victor Yan）ことヴィクトル・ヤン・ソウザ・サントス（ポルトガル語: Victor Yan Souza Santos、2001年1月23日 - ）は、ブラジルのサッカー選手。ポジションはMF。

## クラブ歴
2011年に10歳でサントスFCの下部組織に入団。2017年8月29日に2022年8月までのプロ契約を締結。2018年1月にジャイル・ヴェントゥーラ新監督に率いるトップチームに昇格。3月11日のカンピオナート・パウリスタでホブソン・バンブに代わって出場し初出場。

## 代表歴
2017年2月16日にU-17代表の2017 南米U-17選手権のメンバーに選抜された。その後モンテギュー国際大会、2017 FIFA U-17ワールドカップにも出場した。

## タイトル
ブラジルU-17
- 南米U-17選手権: 2017